# Sickius longibulbi
Sickius longibulbi är en spindelart som beskrevs av Soares och Camargo 1948. Sickius longibulbi ingår i släktet Sickius och familjen fågelspindlar. Inga underarter finns listade i Catalogue of Life.